# Seconde maison de Nassau
La maison luxembourgeoise de Nassau est une branche cadette de la maison de Bourbon-Parme issue de Félix de Bourbon-Parme, huitième fils du dernier duc de Parme régnant, Robert Ier. L'actuel grand-duc de Luxembourg, Henri, est issu de cette maison.

## Histoire

### Naissance de la maison
À la suite du congrès de Vienne, les vainqueurs de Napoléon décident de créer un État tampon qui rassemble les anciens territoires des Provinces-Unies, des Pays-Bas autrichiens et de Liège. Le Luxembourg est alors considéré comme un État indépendant en union personnelle avec les Pays-Bas au profit de Guillaume d'Orange-Nassau. En 1830, la Belgique arrache son indépendance, mais le Luxembourg reste sous la domination des Orange-Nassau.
Cependant, en 1890, le roi Guillaume III des Pays-Bas décède sans descendance masculine survivante. Sa fille, la princesse Wilhelmine lui succède sur le trône des Pays-Bas. Cependant, elle ne peut lui succéder au Luxembourg car le grand-duché est lui toujours soumis à la loi salique en vertu du pacte de la famille de Nassau de 1783. La couronne de Luxembourg passe donc à la branche de Weilbourg de la maison de Nassau en la personne d'Adolphe, alors duc titulaire de Nassau.
Mais le fils d'Adolphe, Guillaume IV de Luxembourg est rapidement confronté au même problème que  Guillaume III, de son mariage avec Marie-Anne de Bragance, il a six filles mais aucun garçon pour lui succéder. Les règles de dévolution sont donc modifiées, le 10 juillet 1907, pour permettre aux femmes d'accéder au trône et de transmettre les droits dynastiques.
Ainsi, la princesse Marie-Adélaïde, la fille aînée de Guillaume IV, lui succède à son décès en 1912, suivie par sa sœur cadette la princesse Charlotte, grande-duchesse de Luxembourg en 1919. Charlotte épouse le 6 novembre 1919 le prince capétien Félix de Bourbon-Parme, laissant ainsi le grand-duché de Luxembourg échoir à une branche de la maison de Bourbon-Parme désignée maison de Nassau.

### Accession à la Couronne
Le premier grand-duc de la maison de Bourbon-Parme – dite maison de Nassau – à régner sur le Luxembourg est Jean, fils aîné de la grande-duchesse Charlotte. Il accède au trône après l'abdication de sa mère en 1964.

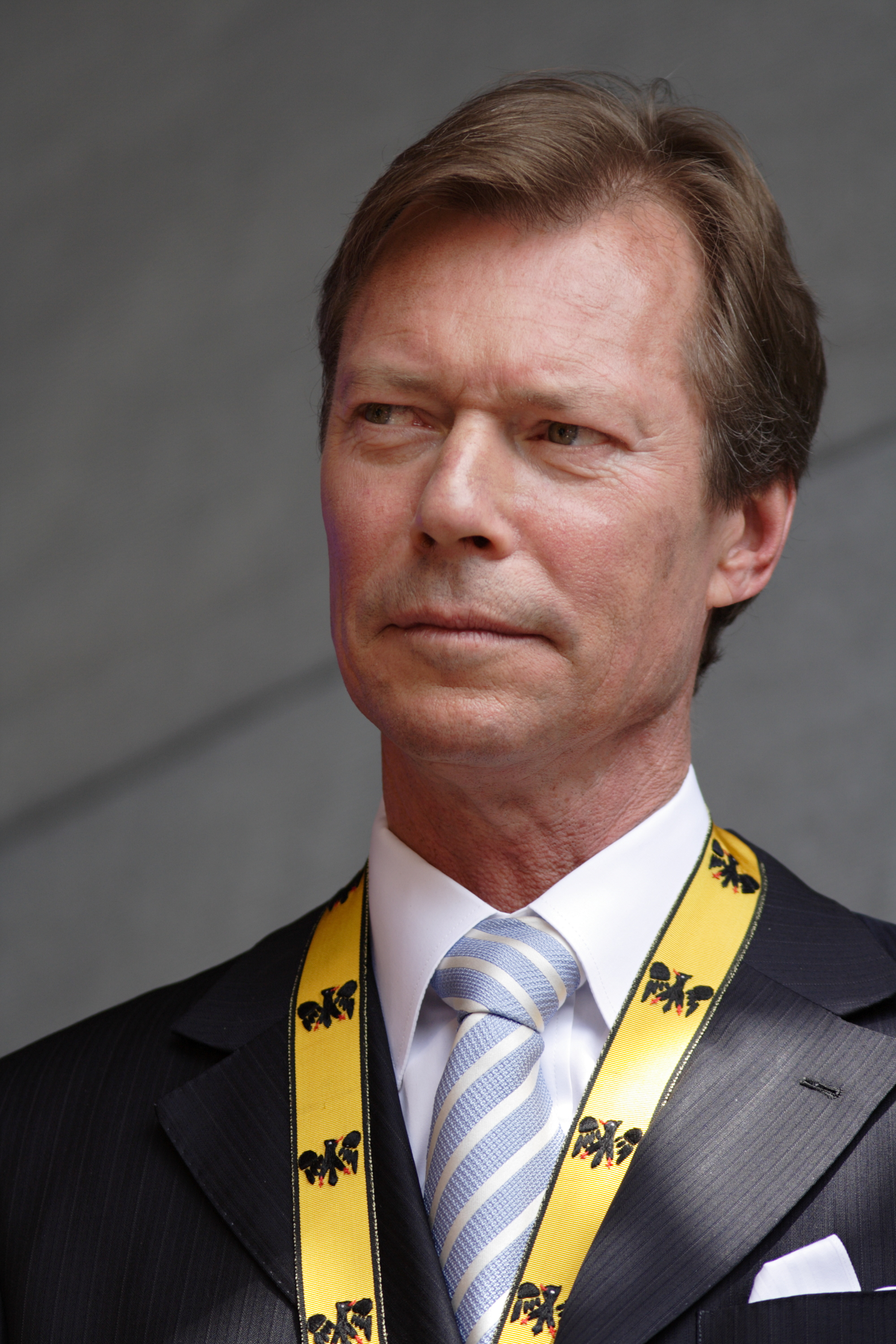
Henri de Luxembourg, neuvième grand-duc de Luxembourg depuis 2000.

Avec le décès de la grande-duchesse Charlotte le 9 juillet 1985 disparaît l'avant-dernière représentante de la huitième branche de la maison de Nassau : la dernière Nassau est la comtesse Clotilde de Nassau-Merenberg (en) (née en 1941), descendante, par sa grand-mère paternelle, de l'empereur Alexandre II de Russie, et par son grand-père paternel, du célèbre écrivain russe Alexandre Pouchkine.
Toutefois, les descendants de la grande-duchesse Charlotte conservent le nom de Nassau. Effectivement, la constitution du pays dispose dans son article 3 que « la Couronne du grand-duché est héréditaire dans la famille de Nassau ». Le gouvernement luxembourgeois considère que l'actuelle dynastie est titrée « dynastie de Nassau-Weilbourg » ou plus couramment « famille de Nassau ». À aucun moment n'apparait le nom de Bourbon-Parme, quand bien même aujourd'hui cette maison règne effectivement sur le pays en la personne du grand-duc Henri. On parle plus volontiers de « seconde maison de Nassau », par opposition à la première, celle de Nassau-Weilbourg, ou plus rarement de « maison de Bourbon-Luxembourg » ou même plus simplement de « maison de Luxembourg ».

## Armoiries
| Blason | Blasonnement : Écartelé, aux I et IV de Luxembourg qui est un burelé d'argent et d'azur, au lion de gueules, la queue fourchue et passée en sautoir, armé, lampassé et couronné d'or, aux II et III de Nassau qui est d'azur semé de billettes d'or, au lion couronné d'or, armé et lampassé de gueules, sur le tout de Bourbon de Parme qui est à trois fleurs de lys d'or sur champ d'azur, brisées d'une bordure de gueules chargée de huit coquilles d'argent. Commentaires : Cet écu est celui des grandes armoiries du Luxembourg. |

## Généalogie
- Charlotte + Félix de Bourbon-Parme
  -  Jean
    - Marie-Astrid
    -  Henri
      - Guillaume
        - Charles
        - François

      - Félix
      - Louis
      - Alexandra
      - Sébastien

    - Jean
    - Margaretha
    - Guillaume

  - Élisabeth
  - Marie-Adélaïde
  - Marie-Gabrielle
  - Charles
  - Alix